# Вербич, Беньямин
Бе́ньямин Ве́рбич (словен. Benjamin Verbič; род. 27 ноября 1993, Целе) — словенский футболист, полузащитник клуба «Панатинаикос» и национальной сборной Словении. Участник чемпионата Европы 2024.

## Клубная карьера
Вербич дебютировал за домашний клуб «Целе» 29 мая 2011 в матче против «Приморья». Первый гол забил «Олимпии» 3 апреля 2012 года. 24 августа 2012 был отдан в аренду «Шампиону», где сыграл всего 3 раза. 25 октября 2014 года оформил свой первый хет-трик в игре против «Радомлье», а в сезоне всего забил 15 мячей и стал одним из лучших бомбардиров.
В апреле 2015 подписал четырёхлетний контракт с «Копенгагеном». В датской суперлиге дебютировал в первом же туре, 26 июля, играя с «Эсбьергом». Первый гол за «львов» забил «Раннерсу».

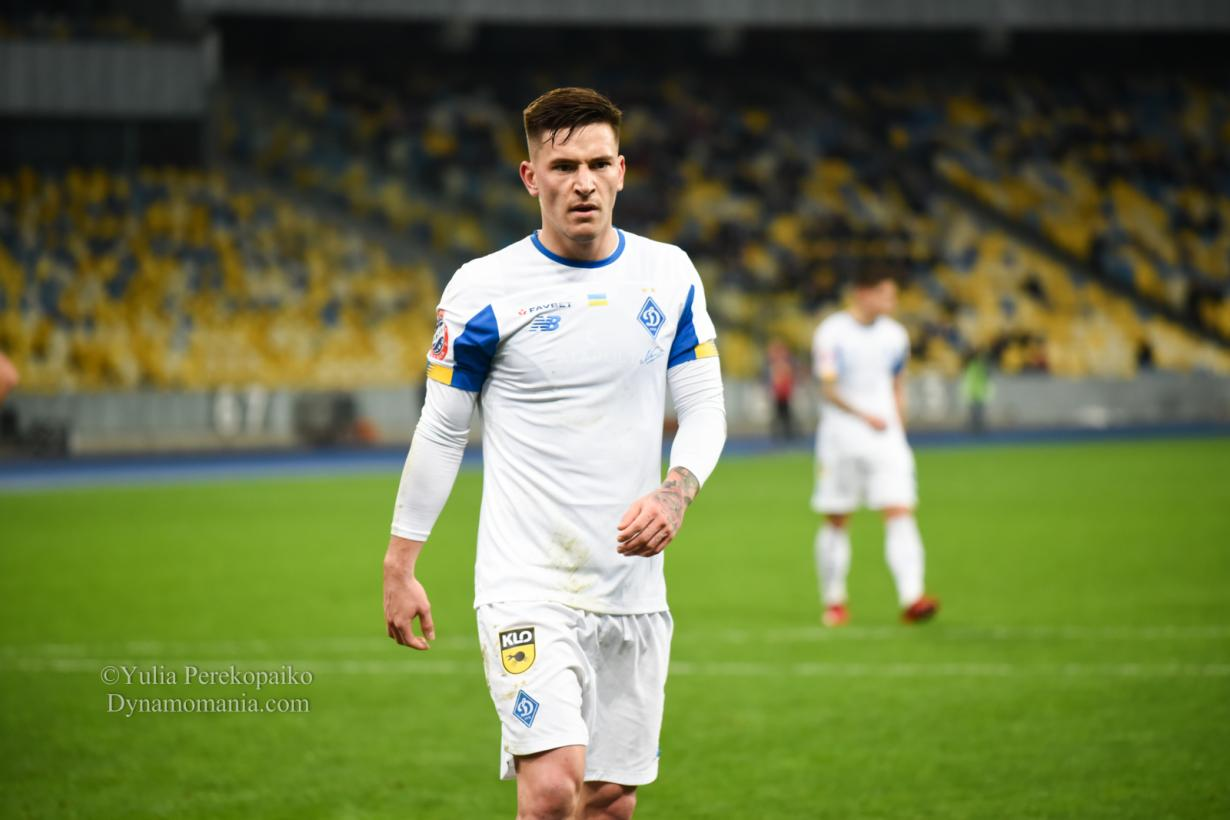
Вербич в составе киевского «Динамо»

19 июля в рамках квалификации Лиги чемпионов 2017/18 забил гол в ворота словацкого клуба «Жилина» (1:2). «Копенгаген» дошёл до раунда плей-офф, где уступил азербайджанскому «Карабаху» лишь по правилу выездного гола и попал в групповой раунд Лиги Европы. 2 ноября 2017 года забил два мяча в ворота чешского клуба «Злин» (3:0) в рамках группового этапа Лиги Европы УЕФА 2017/18. 23 ноября отличился голом в ворота московского «Локомотива», однако его команда уступила (1:2).
23 декабря 2017 года подписал пятилетний контракт с киевским «Динамо».
29 июля 2022 года подписал контракт с греческим «Панатинаикосом». Соглашение рассчитано до лета 2025 года. Футболист перешел в статусе свободного агента.

## Карьера в сборной
На протяжении 2013—2014 годов привлекался в состав молодёжной сборной Словении. Сыграл в 6 матчах, забил 1 гол.
В составе национальной сборной дебютировал в игре против Катара (0:1), вышел в стартовом составе и на 77 минуте был заменён Андражом Кирмом. Дебютный гол за сборную забил 11 ноября 2016 года в рамках отборочного турнира к Чемпионату мира 2018 в ворота сборной Мальты (1:0).
Со своей сборной вышел в плей-офф Евро-2024, где команда играла против сборной Португалии. Игра продлилась вплоть до серии послематчевых пенальти. К сожалению для игрока и сборной Беньямин Вербич не забил в серии, как и другие партнеры Юре Балковец и Йосип Иличич.

## Достижения
«Копенгаген»
- Чемпион Дании (2): 2015/16, 2016/17
- Обладатель Кубка Дании (2): 2015/16, 2016/17

«Динамо»
- Чемпион Украины: 2020/21
- Обладатель Кубка Украины (2): 2019/20, 2019/20
- Обладатель Суперкубка Украины (2): 2018, 2019

### Личные
- Лучший игрок месяца чемпионата Украины (2): июль-август 2018, июль 2020